# 柳林齊 (奧拉季夫區)
49°19′23″N 29°12′40″E / 49.32306°N 29.21111°E
柳林齊（烏克蘭語：Люлинці），是烏克蘭的村落，位於該國西南部文尼察州，由文尼察區負責管轄，始建於1873年，面積1.34平方公里，海拔高度294米，2001年人口262，人口密度每平方公里196.25人。